# Konoe Tadafusa
Konoe Tadafusa (近衛 忠房) (né le 24 septembre 1838, mort le 16 juillet 1873), fils du régent Konoe Tadahiro, est un noble de cour japonais (kugyō) de la fin de la période Edo (1603–1868). Il n'occupe aucune fonction de régent kampaku ou sesshō. Sa consort est une fille adoptée de Shimazu Nariakira, onzième daimyo du domaine de Satsuma. Le couple adopte un fils de Konoe Tadahiro comme leur fils Konoe Atsumaro. Il meurt à l'âge de 36 ans, avant son père. Son fils Hidemaro est adopté par Tsugaru Tsuguakira, le dernier daimyo du domaine de Hirosaki.

## Source de la traduction
- (en) Cet article est partiellement ou en totalité issu de l’article de Wikipédia en anglais intitulé « Konoe Tadafusa » (voir la liste des auteurs).